# 長堀入口
長堀入口（ながほりいりぐち）は、大阪府大阪市中央区にある、阪神高速道路1号環状線の入口。入口のみのハーフICである。
長堀入口という名称だが、長堀通から北へ5本目、中央大通から南へ3本目にあたる南久宝寺町通の東横堀川に架かる橋である久宝寺橋の南東袂に設置された入口である。南久宝寺町通は東行き一方通行となるため、長堀入口を利用するには必ず西詰から久宝寺橋を渡り、右折することになる。
2025年（令和7年）6月17日より料金所がETC専用になっている。

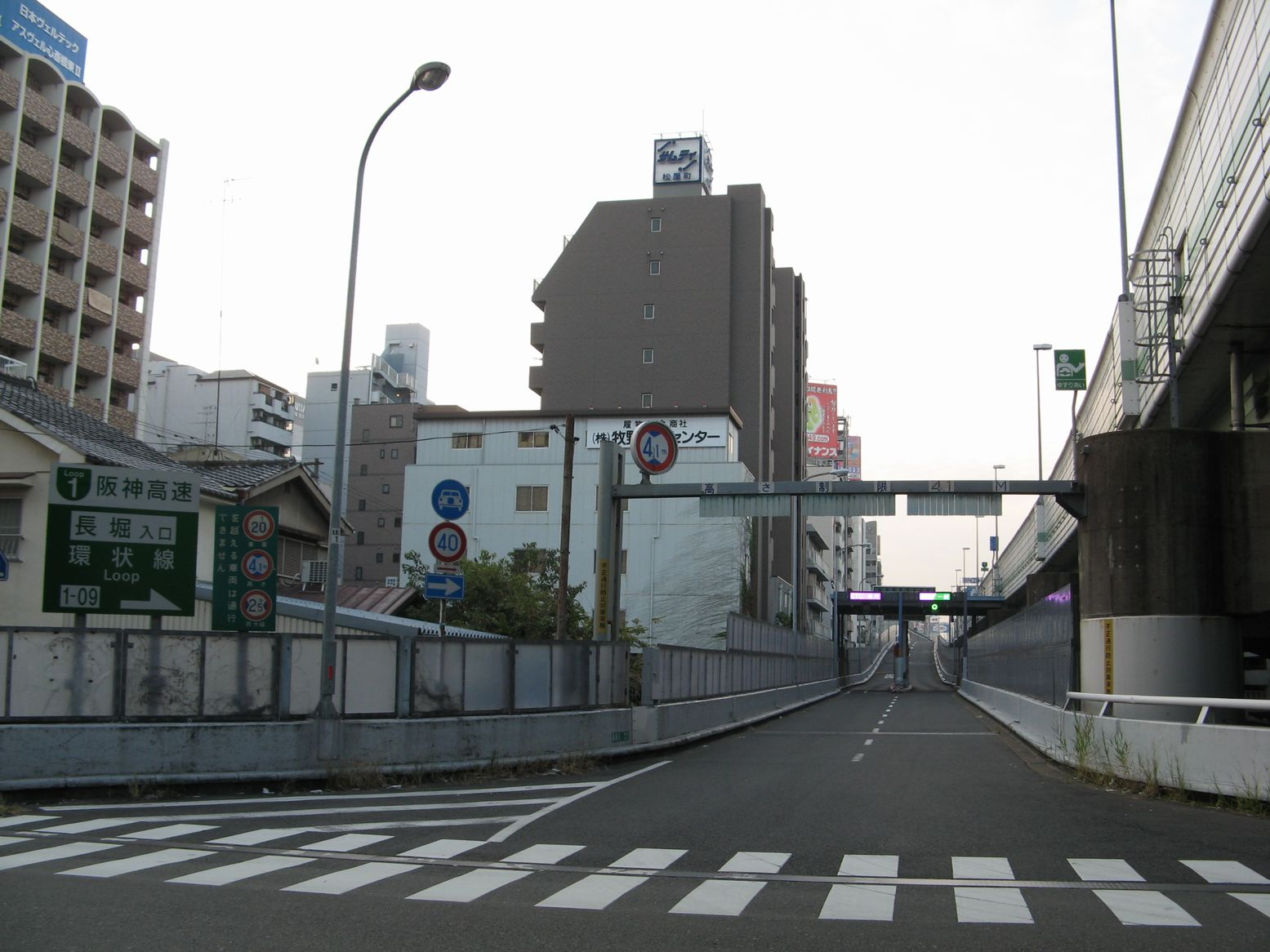
長堀入口

## 道路
- 阪神高速1号環状線(1-09)

## 料金所

### 長堀料金所
- ブース数：2
  - ETC専用：1
  - サポート：1

## 連絡する道路
- 中央大通 - 箒屋町筋との交点を南へ、南久宝寺町通との交点を左折。
- 堺筋（北行き一方通行） - 南久宝寺町通との交点（南久宝寺町1交差点）を右折。
- 松屋町筋（南行き一方通行） - 安堂寺橋通との交点を右折、東横堀筋との交点を右折、南久宝寺町通との交点を右折。
- 長堀通 - 東横堀筋との交点（末吉橋西詰交差点）を北へ、南久宝寺町通との交点を右折。

## 周辺
- Osaka Metro 中央線、堺筋線 堺筋本町駅
- Osaka Metro 堺筋線、長堀鶴見緑地線 長堀橋駅
- Osaka Metro 長堀鶴見緑地線 松屋町駅
- 大阪市中央区役所
- クリスタ長堀

## 隣
阪神高速1号環状線
(1-08)本町出口 - 東船場JCT - (1-09)長堀入口 - (1-10)道頓堀出口